# Sundsvalls SLK
Sundsvalls slalomklubb, SSLK, bildades den 22 maj 1937. Klubben har fått fram ett antal svenska mästare och åkare av yppersta internationella klass. 1998 tog SSLK lagguld i samtliga grenar vid stora SM för herrar. Klubben har, och har haft, flera aktiva i svenska landslaget, till exempel Fredrik Nyberg, Anders Andersson, Oscar Andersson, Veronica Smedh och Anna Holmlund.